# Christina Carno-Barlen

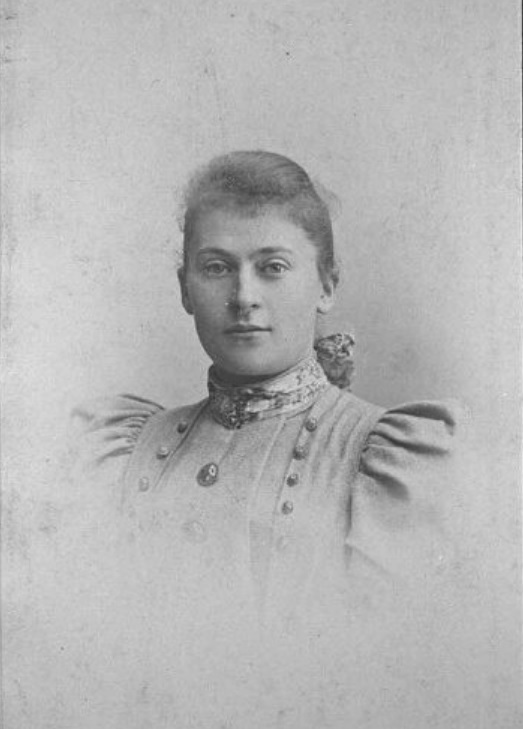
Christina Carno-Barlen (ca. 1885)

Christina Henriette Carno - Barlen (Keulen, 25 maart 1866 - Amsterdam, 29 februari 1940) was een pionierster op het gebied van dierenbescherming en secretaresse van de Vrije Vrouwen Vereeniging.
Zij trouwde op 26 april 1900 in Amsterdam met kantoorbediende, koopman en rijksambtenaar Michel Joseph Antonius Carno.
Carno-Barlen richtte met notaris Brands de Stichting tot wettelijke regeling van dierenrecht op. Haar streven was om het dierenrecht wettelijk te verankeren. Als voorvechtster van dierenrechten was zij overtuigd van de woorden van Frederic Passy dat de dromen van heden de werkelijkheden van morgen zijn. Zij overleed in 1940 en werd begraven op de begraafplaats Zorgvlied te Amsterdam. Zij liet een legaat na aan de Nederlandse Vereniging tot Bescherming van Dieren.